# Annales Rodenses

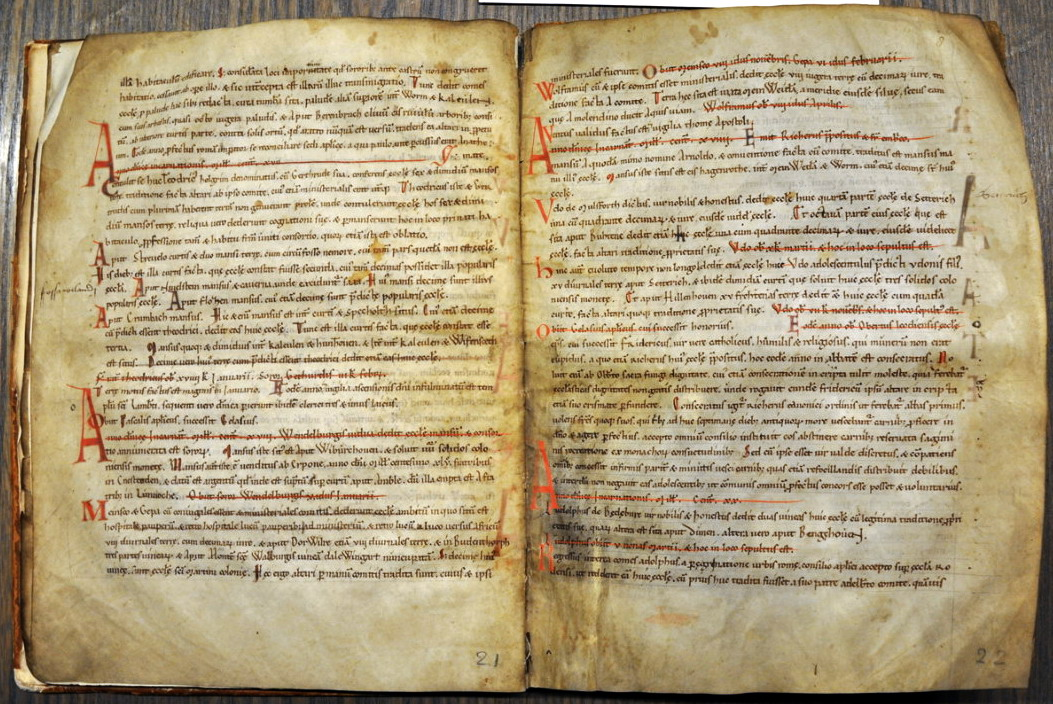
Annales Rodenses

Die Annales Rodenses (deutsch Klosterrather Jahrbücher) sind eine mittelalterliche Chronik aus der Abtei Rolduc (deutsch Klosterrath) in der niederländischen Provinz Limburg. Sie wurden in lateinischer Sprache verfasst und sind eine wichtige Quelle für Ereignisse des 12. Jahrhunderts. Viele Orte im weiteren Umkreis bis in den Köln-Bonner Raum finden ihre erste Erwähnung in den Annales Rodenses.

## Geschichte
Die ursprünglichen Annalen decken den Zeitraum 1104 bis 1157 ab. Es sind Jahresberichte, die die Vorgänge innerhalb der Abtei, aber auch wichtige überregionale Ereignisse beschreiben. Der erste Teil (1104–1107) befasst sich hauptsächlich mit der Gründung der Abtei durch Ailbertus von Antoing und das Wirken des Gründers. Im Weiteren sind Krönungs- und Sterbedaten von Königen, Kaisern und Päpsten vermerkt, viele Grundstücksübertragungen an die Abtei sehr genau beschrieben, aber auch Streitigkeiten innerhalb der Abtei erwähnt. Der Autor ist nicht bekannt. Die Jahre 1104 bis 1152 wurden um 1160 niedergeschrieben, die Fortsetzung erfolgte durch verschiedene Schreiber bis ca. 1180. Zu dieser Zeit (1141 bis 1178) war der in Maastricht geborene Erpo Abt von Rolduc.
Um 1690 hat der Regularkanoniker und spätere Abt Nikolaus Heyendal (1658–1733) eine vollständige Abschrift der Annales hergestellt und später die Chronik der Abtei bis zum Jahr 1700 vervollständigt.
Das Original und frühneuzeitliche Abschriften werden heute im Regionaal Historisch Centrum (RHC) in Maastricht aufbewahrt. Das hochmittelalterliche Original kam nach der Aufhebung des Stifts an den Chorherren Simon Peter Ernst (1744–1817) und von diesem an den Aachener Historiker Christian Quix, dessen Nachlass vor allem wegen dieser Handschrift von der Königlichen Bibliothek in Berlin 1847 angekauft wurde. Die Handschrift erhielt die Signatur Ms. lat. fol. 365. Nach dem Zweiten Weltkrieg wurde sie auf Wunsch der DDR 1949 aus dem Bibliothekslager an der Universitätsbibliothek Tübingen den Niederlanden übergeben – anscheinend ohne jegliche Gegenleistung.

## Übersetzungen
1968 erschien eine Faksimile-Ausgabe der Annales Rodenses mit genauer Transkription durch P. C. Boeren und G. W. A. Panhuysen. Basierend auf dieser Ausgabe erstellten Franz Heidbüchel und Hermann Kramer 1990 eine deutsche Übersetzung, erschienen in den Heimatblättern des Kreises Aachen. 1995 kam eine niederländische Übersetzung heraus.